# Direitos indígenas
Os direitos indígenas são os direitos humanos coletivos que existem como reconhecimento à condição dos povos indígenas. Direito Indígena é o ramo do direito que se compõe das normas jurídicas que reconhecem a existência e os direitos dos povos indígenas. O principal documento internacional referente ao tema é a Declaração sobre os Direitos dos Povos Indígenas, aprovada pela Assembleia Geral da ONU em 2007.

## No Brasil
Os direitos constitucionais dos indígenas estão expressos na Constituição brasileira de 1988 (título VIII, "Da Ordem Social", capítulo VIII, "Dos Índios"), e em outros dispositivos dispersos ao longo de seu texto e de um artigo do Ato das Disposições Constitucionais Transitórias.
Trata-se de direitos marcados por "pelo menos" duas inovações conceituais importantes em relação a constituições anteriores e ao chamado Estatuto do Índio. A primeira inovação é o abandono de uma perspectiva assimilacionista, que entendia os indígenas como categoria social transitória, fadada ao desaparecimento. A segunda é que os direitos dos indígenas sobre suas terras são definidos enquanto direitos originários, isto é, anterior à criação do próprio Estado. Isto decorre do reconhecimento do fato histórico de que os indígenas foram os primeiros ocupantes do Brasil. A nova Constituição estabelece, desta forma, novos marcos para as relações entre o Estado, a sociedade brasileira e os povos indígenas. Com os novos preceitos constitucionais, assegurou-se aos povos indígenas o respeito à sua organização social, costumes, línguas, crenças e tradições. Pela primeira vez, reconhece-se aos indígenas no Brasil o direito à diferença; isto é: de serem indígenas e de permanecerem como tal indefinidamente. É o que reza o caput do artigo 231 da Constituição:
"São reconhecidos aos índios sua organização social, costumes, línguas, crenças e tradições, e os direitos originários sobre as terras que tradicionalmente ocupam, competindo à União demarcá-las, proteger e fazer respeitar todos os seus bens."
Note-se que o direito à diferença não implica menos direito nem privilégios. Daí porque a Carta de 88 tenha assegurado aos povos indígenas a utilização das suas línguas e processos próprios de aprendizagem no ensino básico (artigo 210, § 2º), inaugurando, assim, um novo tempo para as ações relativas à educação escolar indígena. Além disso, a Constituição permitiu que os indígenas, suas comunidades e organizações, como qualquer pessoa física ou jurídica no Brasil, tenham legitimidade para ingressar em juízo em defesa de seus direitos e interesses.
O Brasil é um dos 20 países que assinou e ratificou a convenção corrente da Organização Internacional do Trabalho sobre questões de direitos indígenas e tribais, Convenção sobre os Povos Indígenas e Tribais, 1989.A convenção pretende funcionar como lei internacional mandatória, e a sua força depende do número de Estados que a ratificarem.

### Direito à terra

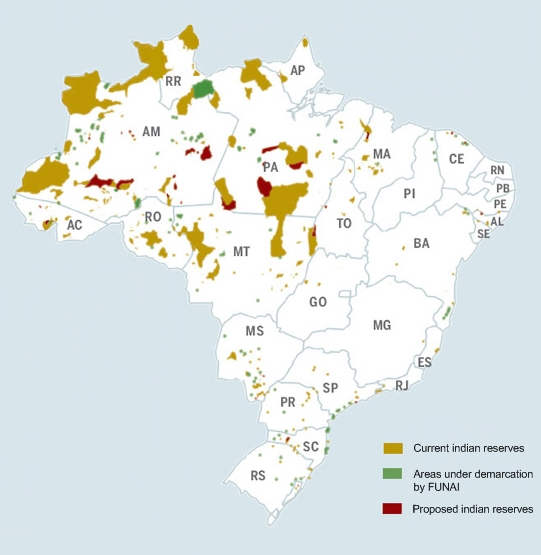
Reservas Indígenas no Brasil. A maior parte localizada no Noroeste

A nova Constituição inovou em todos os sentidos, estabelecendo, sobretudo, que os direitos dos indígenas sobre as terras que tradicionalmente ocupam são de natureza originária. Isso significa que são anteriores à formação do próprio Estado, existindo independentemente de qualquer reconhecimento oficial. O texto em vigor eleva também à categoria constitucional o próprio conceito de Terras Indígenas, que assim se define, no parágrafo 1º. de seu artigo 231: "São terras tradicionalmente ocupadas pelos índios as por eles habitadas em caráter permanente, as utilizadas para suas atividades produtivas, as imprescindíveis à preservação dos recursos ambientais necessários a seu bem estar e as necessárias a sua reprodução física e cultural, segundo seus usos, costumes e tradições."
São determinados elementos, portanto, que definem uma sorte de terra como indígena. Presentes esses elementos, a serem apurados conforme os usos, costumes e tradições indígenas, o direito à terra por parte da sociedade que a ocupa existe e se legitima independente de qualquer ato constitutivo. Nesse sentido, a demarcação de uma Terra Indígena, fruto do reconhecimento feito pelo Estado, é ato meramente declaratório, cujo objetivo é simplesmente precisar a real extensão da posse para assegurar a plena eficácia do dispositivo constitucional. E a obrigação de proteger as Terras Indígenas cabe ao Estado. No que se refere às terras indígenas, a Constituição de 1988 ainda estabelece que:
- incluem-se dentre os bens da União;
- são destinadas à posse permanente por parte dos indígenas;
- são nulos e extintos todos os atos jurídicos que afetem essa posse, salvo relevante interesse público da União;
- apenas os indígenas podem usufruir das riquezas do solo, dos rios e dos lagos nelas existentes;
- o aproveitamento dos seus recursos hídricos, aí incluídos os potenciais energéticos, a pesquisa e a lavra das riquezas minerais, só pode ser efetivado com a autorização do Congresso Nacional, ouvidas as comunidades afetadas, ficando-lhes assegurada a participação nos resultados da lavra;
- é necessária lei ordinária que fixe as condições específicas para exploração mineral e de recursos hídricos nas Terras Indígenas;
- as Terras Indígenas  são inalienáveis e indisponíveis, e o direito sobre elas é imprescritível;
- é vedado remover os indígenas de suas terras, salvo casos excepcionais e temporários, previstos no § 6º do artigo 231.

Nas Disposições Constitucionais Transitórias, fixou-se em cinco anos o prazo para que todas as terras indígenas no Brasil fossem demarcadas. O prazo não se cumpriu, e as demarcações ainda são um assunto pendente.

### Outros dispositivos
Dispersos pelos texto constitucional, outros dispositivos referem-se aos indígenas:
- a responsabilidade de defender judicialmente os direitos indígenas inclui-se dentre as atribuições do Ministério Público Federal;
- legislar sobre populações indígenas é assunto de competência exclusiva da União;
- processar e julgar a disputa sobre direitos indígenas é competência dos juízes federais;
- o Estado deve proteger as manifestações das culturas populares, inclusive indígenas.

### Na prática
A Constituição de 1988 criou a necessidade de revisão da legislação ordinária e inclusão de novos temas no debate jurídico relativo aos indígenas. A partir de 1991, projetos de lei foram apresentados pelo Executivo e por deputados, a fim de regulamentar dispositivos constitucionais e adequar uma velha legislação, pautada pelos princípios da integração dos indígenas à "comunhão nacional" e da tutela, aos termos da nova Carta. Assim, a base legal das reivindicações mais fundamentais dos indígenas no Brasil foi construída pela nova Constituição e vem sendo presentemente ampliada e rearranjada. Porém, a realidade brasileira demonstra que cabe aos indígenas e seus aliados a difícil tarefa de, fazendo cumprir as leis, garantir o respeito aos direitos indígenas na prática, diante dos mais diversos interesses econômicos que teimam em ignorar-lhes a própria existência.
Assegurar plena efetividade ao texto constitucional é o desafio que está posto. Cabe aos indígenas, mas também às suas organizações, entidades de apoio, universidades, Ministério Público e outros mais. Sabe-se que se trata de um processo lento, que está inclusive condicionado à tarefa de conscientização da própria sociedade. O êxito dependerá necessariamente do grau de comprometimento diário nessa direção por parte de todos os que atuam na questão.